# Compañeros de Viaje
Compañeros de Viaje —originalmente: Companions on a Journey (CoJ)— es un grupo de apoyo LGBT de Sri Lanka fundado en 1995. Su labor se centra en promover cambios en las leyes que criminalizan la homosexualidad y en educar a la población sobre temas de sexualidad. El Grupo de Apoyo para Mujeres surgió de CoJ, y ambas organizaciones compartieron el Premio Felipa de Souza en 2001. Para 2014, CoJ contaba con más de 1400 miembros y sucursales en todo el país.

## Historia
Compañeros de Viaje (CoJ) fue establecido en 1995 con Sherman de Rose como director ejecutivo. Su financiamiento provenía del gobierno holandés y de Alliance London, un grupo de apoyo inglés contra el VIH/SIDA. CoJ generó controversia desde sus inicios al ser el primer grupo de derechos para personas homosexuales en Sri Lanka; sus oficinas fueron atacadas y el personal sufrió agresiones. En Sri Lanka, los actos homosexuales son ilegales y pueden ser castigados con hasta doce años de prisión. Si bien las condenas son poco frecuentes, es común que las personas sean víctimas de chantajes e intimidaciones. CoJ ha estado haciendo campaña desde su fundación para cambiar esta ley.
Tras la conferencia regional asiática de la Asociación Internacional de Lesbianas y Gays en Bombay en 2002, Compañeros de Viaje celebró una conferencia de prensa en Sri Lanka, en la cual De Rose afirmó que los objetivos de la organización eran lograr la igualdad LGBT y cambiar la percepción de que la homosexualidad era una enfermedad curable. Rosanna Flamer-Caldera, quien dirigía el Grupo de Apoyo para Mujeres, expresó su acuerdo con De Rose sobre estos objetivos y mencionó que su grupo también trabajaba en sus propias causas, citando un caso reciente en el que una mujer lesbiana fue amenazada con violación debido a su orientación sexual. El Grupo de Apoyo para Mujeres se estableció en 1999 y celebró una convención lésbica en Colombo en diciembre de ese mismo año.
Después de que el tsunami de 2004 azotara Sri Lanka, CoJ calculó que 34 de sus miembros habían perdido la vida. El grupo utilizó su centro de atención para distribuir ayuda y brindó apoyo financiero a sus miembros. En una entrevista con la BBC en 2005, De Rose comentó: «No esperamos milagros, pero creo que estamos avanzando, poco a poco». En ese momento, además de su activismo legal, CoJ organizaba un boletín mensual y fiestas de luna llena. Tenía un centro de atención en Colombo y había abierto otros en Kandy y Anuradhapura. En 2008, Compañeros de Viaje y el Grupo de Apoyo para Mujeres organizaron los primeros Juegos de Solidaridad en Colombo, que contaron con la participación de más de 300 personas.
En 2011, el periódico semanal Rivira publicó una serie de historias que acusaban a CoJ de promover la homosexualidad y revelaban la identidad de varias personas. Un hombre perdió su hogar después de que se hiciera pública su identidad, y CoJ se vio obligado a suspender sus operaciones temporalmente. Para 2014, Compañeros de Viaje contaba con más de 1400 miembros y sucursales en toda Sri Lanka.

## Premio
Compañeros de Viaje y el Grupo de apoyo a la mujer ganaron el Premio Felipa de Souza en 2001.